# Carica Lü Zhi
Carica Lü Zhi (呂雉) (? - 180. pr. Kr.), poznata i kao Carica majka Lü (呂太后, pinyin: Lǚ Tàihòu) a formalno kao Carica Gao (高皇后, pinyin: Gaō Huánghoù) je bila supruga cara Gaoa, osnivača kineske dinastije Han. Svom mužu rodila je dvoje djece - sina i budućeg cara cara Huija i princezu Luyuan. 
Najpoznatija je po tome što je nakon muževe smrti 195. pr. Kr. uspjela postati de facto vladar Kine, odnosno da su sljedeća tri cara - sin Hui, te unuci Qianshao i car Houshao bili njene marionete. 
Nastojeći osigurati vlastitu i vlast svog klana Lü, nije prezala od ničega - uključujući likvidaciju vlastitog unuka -  a isticala se i velikom okrutnošću; s druge strane joj povjesničari pripisuju održavanje mira i prosperiteta u državi koju je teškom mukom bio ujedinio državu. Nakon smrti godine 180. pr. Kr. njen je klan poubijan.